# 무안박씨 고문서
무안박씨 고문서는 대한민국 충청남도 논산시 상월면에 있는 문화재이다. 2012년 5월 10일 논산시의 향토문화유산 제43호로 지정되었다.

## 개요
무안박씨 고문서는 성삼문 외손 및 외후손들의 문중 문서로서, 박증이 1492년 은거 후 1622년부터 발생된 고문서들이다. 교지 5, 증직교지 8, 교첩 3, 개명첩 1, 소지 1매 등 성삼문 외손(朴增 1461~1517) 및 외후손의 문중 유물 19매이다.